# Tom Brokaw
Thomas John Brokaw (nascut el 6 de febrer de 1940 a Webster, Dakota del Sud) és un popular periodista de televisió estatunidenc i és l'ex-presentador de NBC Nightly News with Tom Brokaw. La seva última aparició com a presentador va ser l'1 de desembre de 2004. En l'última part de la presentació de NBC Nightly News, el programa es va convertir en el programa de notícies més vist als Estats Units. Brokaw ha rebut molts premis i honors.
Juntament amb els seus competidors Peter Jennings a ABC News i Dan Rather a CBS News, Brokaw va ser un dels «Tres grans»presentadors de notícies dels EUA durant els anys vuitanta, noranta i principis dels anys 2000. Tots tres van acollir els programes de notícies nocturns emblemàtics de les seves xarxes durant més de 20 anys. Brokaw també ha escrit uns quants llibres sobre història i societat nord-americanes al segle xx, inclòs The Greatest Generation (1998). De tant en tant escriu i narra documentals per a altres mitjans. El 2021, NBC va anunciar que Brokaw es retiraria després de 55 anys a la xarxa, una de les àncores més llargues del món a la mateixa xarxa de notícies.

## Biografia

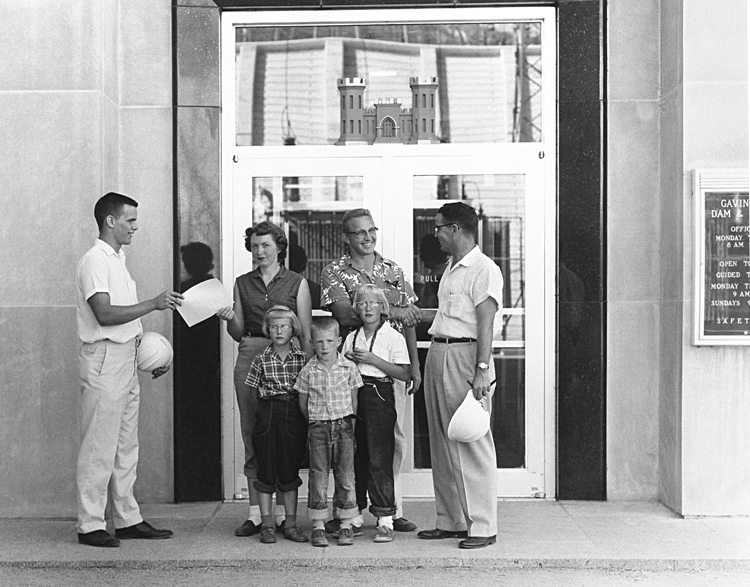
Brokaw (esquerra) saludant el visitant número 20.000 de la presa de Gavins Point el 1958; Brokaw va ser un guia turístic allà.

Brokaw va néixer a Webster, Dakota del Sud, fill d'Eugenia «Jean» (nascuda Conley; 1917–2011), que va treballar en vendes i com a empleada de correus, i Anthony Orville «Red» Brokaw (1912–). 1982). Era el més gran dels tres germans anomenats William i Michael i va rebre el nom del seu besavi matern, Thomas Conley.
El seu pare era descendent dels immigrants hugonots Bourgon i Catherine (nascuda Le Fèvre) Broucard, i la seva mare era irlandesa-americana, encara que l'origen del nom Brokaw és discutit. El seu besavi patern, Richard P. Brokaw, va fundar la ciutat de Bristol, Dakota del Sud, i la Brokaw House, un petit hotel i la primera estructura de Bristol.
El pare de Brokaw era un capatàs de construcció del Cos d'Enginyers de l'Exèrcit dels Estats Units. Va treballar al Black Hills Ordnance Depot (BHOD) i va ajudar a construir la presa de Fort Randall; la seva feina sovint requeria que la família s'instal·lés a tot Dakota del Sud durant la primera infància de Brokaw. Els Brokaw van viure durant períodes curts a Bristol, Igloo (la petita comunitat residencial del BHOD) i Pickstown, abans d'establir-se a Yankton, on Brokaw va anar a l'escola secundària.
Com a estudiant de secundària que anava a la Yankton Senior High School, Brokaw va ser cap de la South Dakota American Legion Boys, i en aquest càrrec va acompanyar el llavors governador de Dakota del Sud Joe Foss a la ciutat de Nova York per a una aparició conjunta en un Concurs televisiu. Va mostrar el que havia de ser l'inici d'una llarga relació amb Foss, amb qui Brokaw apareixerà més tard al seu llibre sobre els veterans de la Segona Guerra Mundial, The Greatest Generation. Brokaw també es va convertir en membre del Consell Assessor de l’Institut Joe Foss.
Brokaw es va matricular a la Universitat d'Iowa a Iowa City, Iowa, però va abandonar els estudis al cap d'un any perquè sembla que no va poder anar al dia en els seus estudis, segons les seves paraules, es va especialitzar en «cervesa i noies». El 2010, se li va concedir un doctorat honoris causa per la Universitat, i més tard va donar els seus treballs a les biblioteques de la Universitat d'Iowa. Va fer broma dient que «el títol honorífic és especialment cobejat perquè ajuda a compensar el rendiment desigual (per dir-ho suaument) del meu primer any». Més tard es va traslladar a la Universitat de Dakota del Sud, on es va graduar Phi Beta Kappa el 1964 amb una llicenciatura en ciències polítiques.
Durant uns quants anys, Brokaw va pujar a la muntanya amb els Do Boys, entre els quals hi havia Yvon Chouinard i Douglas Tompkins. Va ser propietari de 53 acres amb una casa a Pound Ridge, Nova York, durant més de dues dècades.

## Carrera

### 1966–1981: primers anys

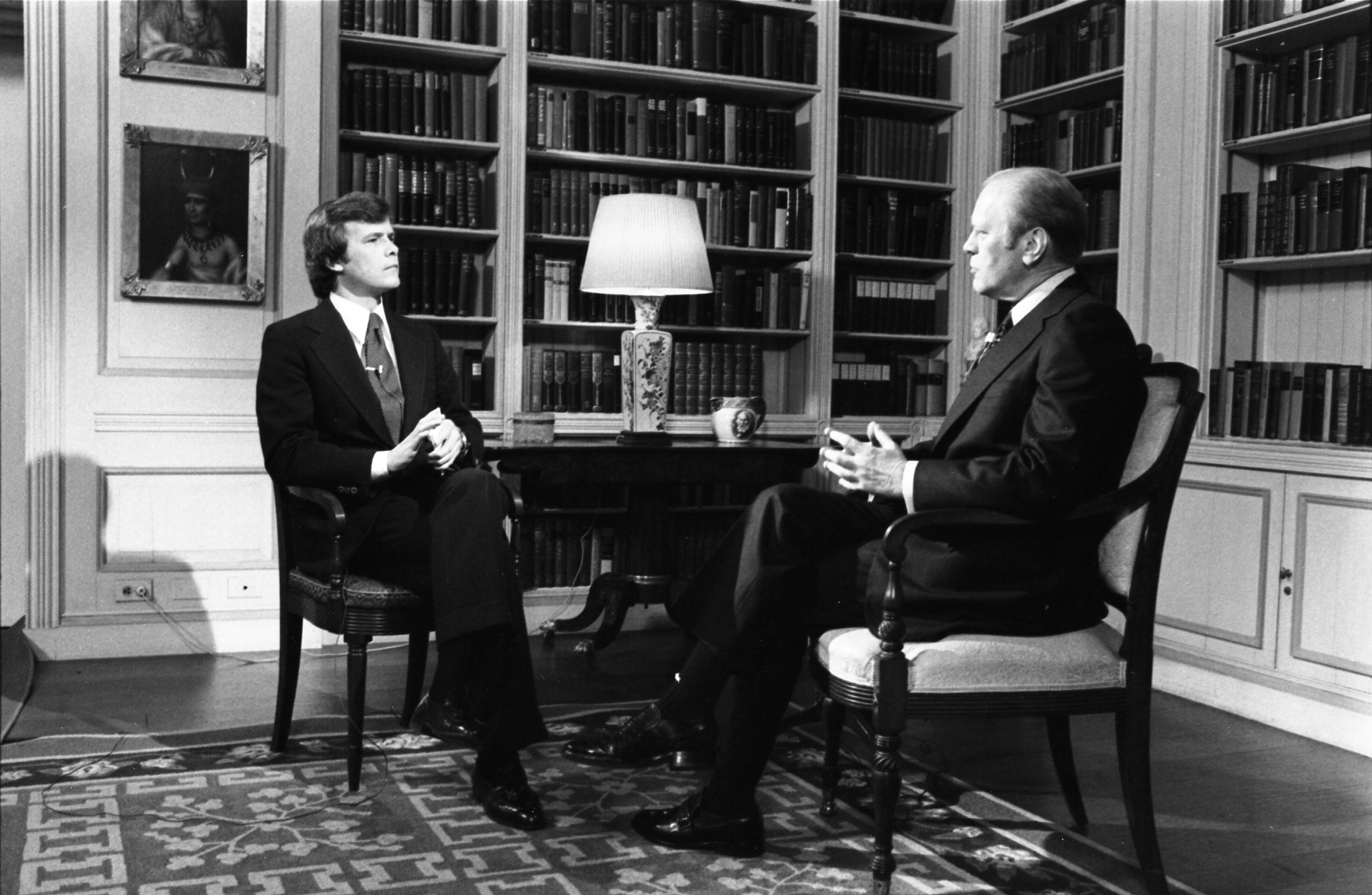
Brokaw entrevistant el president Gerald Ford el 1976

La carrera televisiva de Brokaw va començar a KTIV a Sioux City, Iowa, seguida d'estades a KMTV a Omaha, Nebraska, i WSB-TV a Atlanta, El 1966, va entrar a l'NBC News, informant des de Los Angeles i presentant les notícies de les 11:00 de la nit per a l'NBC. El 1973, NBC va fer de Brokaw corresponsal de la Casa Blanca, cobrint l'escàndol Watergate, i presentador de les edicions de dissabte de Nightly News. Es va convertir en copresentador (amb Jane Pauley) de Today Show de l'NBC el 1976 i va romandre a la feina fins al 1981, quan el va succeir Bryant Gumbel.
Va mantenir un secret molt ben guardat durant molts anys: el 2017 Brokaw va escriure que se li va oferir -i que havia rebutjat ràpidament- el càrrec de secretari de Premsa de la Casa Blanca de Nixon el 1969. Mentre vivia a Califòrnia abans que Nixon tornés a la política, Brokaw havia conegut HR «Bob» Haldeman (cap de gabinet de la Casa Blanca i iniciador de l'oferta), així com el secretari de premsa de Nixon, Ron Ziegler, i altres membres de la Casa Blanca.
El 2019, Brokaw va escriure un llibre titulat «The Fall of Richard Nixon: A Reporter Remembers Watergate», sobre les seves experiències com a reporter i experiències com a membre del cos de premsa de la Casa Blanca.

### 1982–2004:NBC Nightly News

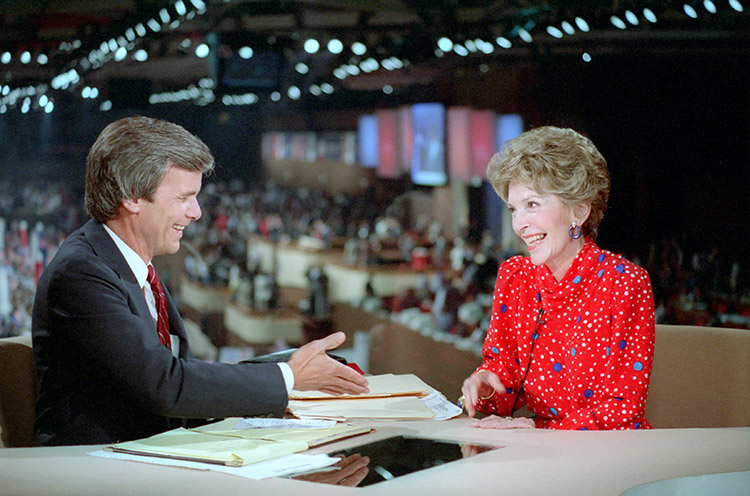
Brokaw amb Nancy Reagan a la Convenció Nacional Republicana l'agost de 1984

El 5 d'abril de 1982, Brokaw va començar a copresentar NBC Nightly News de Nova York amb Roger Mudd a Washington, succeint a John Chancellor. Després d'un any, el president d'NBC News, Reuven Frank, va concloure que el programa no funcionava amb dos presentadors i va seleccionar Brokaw per ser l'únic presentador. El NBC Nightly News amb Tom Brokaw va començar el 5 de setembre de 1983. Entre altres notícies, va cobrir l'accident del transbordador espacial Challenger, la Revolució del Poder Popular, el terratrèmol de Loma Prieta, la caiguda del mur de Berlín i l'huracà Andrew.

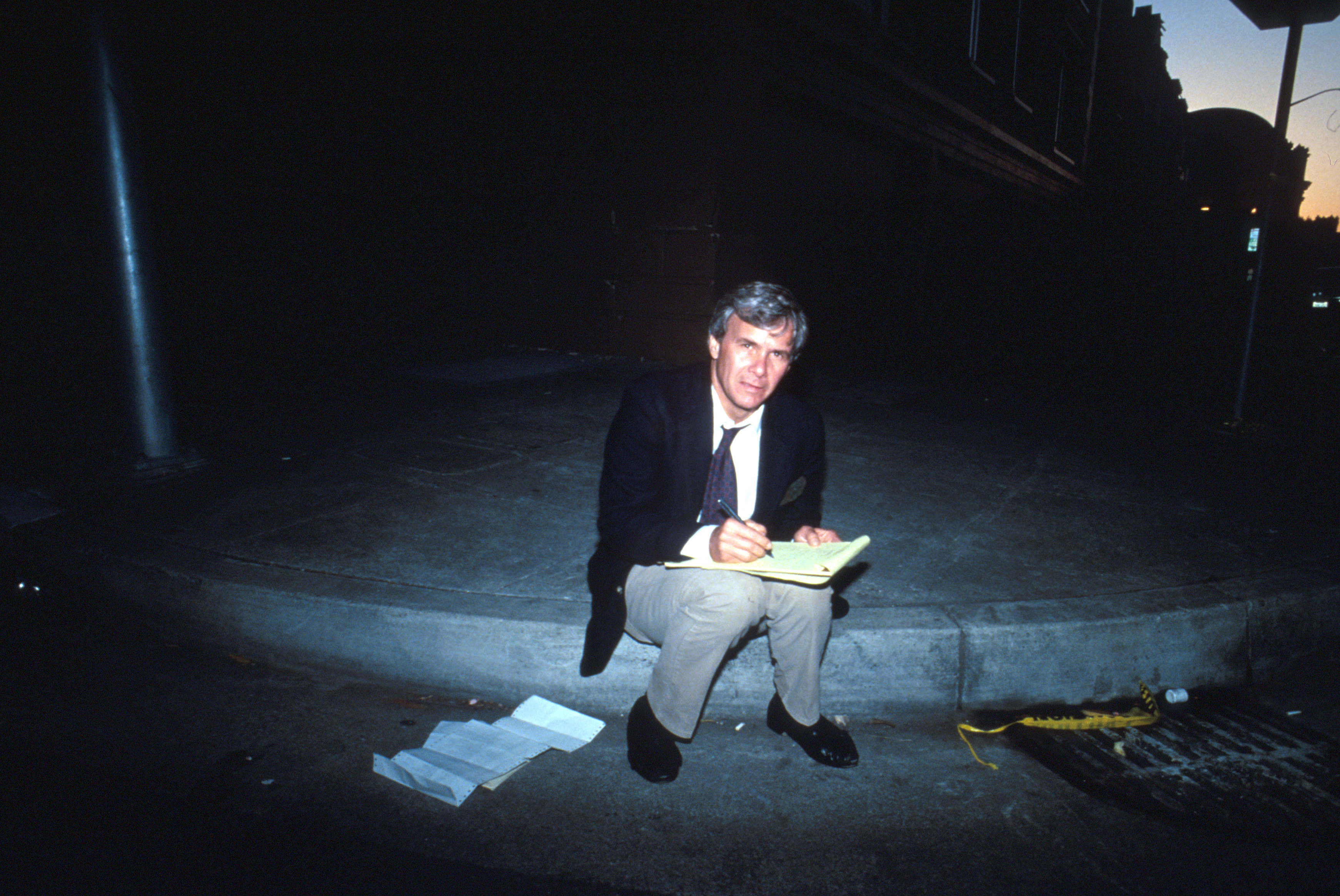
Brokaw es prepara per a una retransmissió en directe després del terratrèmol de Loma Prieta de 1989

Brokaw va aconseguir un gran impacte quan, el 9 de novembre de 1989, va ser el primer periodista de televisió en anglès a informar de la caiguda del mur de Berlín. Brokaw va assistir a una conferència de premsa televisada organitzada a Berlín Est per Günter Schabowski, portaveu de premsa del Politburó d'Alemanya de l'Est, que acabava de decidir permetre als seus ciutadans sol·licitar abandonar el país definitivament a través de la seva frontera amb Alemanya Occidental. Quan se li va preguntar a Schabowski quan tindria efecte aquest afluixament de la normativa, va mirar les seves notes i després va dir: «sofort, unverzüglich» (immediatament, sense demora), provocant una estampida dels berlinesos de l'est al mur. Brokaw va tenir una entrevista amb Schabowski després de la conferència de premsa, que va repetir la seva declaració mimediatament» quan el van pressionar. Més tard aquella nit, Brokaw va informar des del costat oest de la Porta de Brandenburg sobre aquest anunci i el pandemoni que havia esclatat a Berlín Est a causa d'això.
Com a presentador, Brokaw va realitzar les primeres entrevistes individuals de televisió estatunidenca amb el líder soviètic Mikhaïl Gorbatxov i el president rus Vladímir Putin. Ell i Katie Couric van organitzar una revista de notícies en hora de màxima audiència, Now, que es va emetre de 1993 a 1994 abans de ser incorporada al programa de nit de Dateline NBC.
A més, l'any 1993, a la primera emissió de Late Show with David Letterman a CBS, en resposta al monòleg de David Letterman que contenia acudits sobre NBC, Brokaw va pujar a l'escenari en un cameo sorpresa (acompanyat per Paul Shaffer i la CBS Orchestra tocant el tema NBC Nightly News). Va felicitar Letterman pel seu nou espectacle i li va desitjar el millor, però també va declarar que estava decebut i commocionat; posteriorment es va acostar a l'home que sostenia les targetes, va agafar-ne dues i va comentar: «Aquests dos últims acudits són propietat intel·lectual de l'NBC!», i va sortir de l'escenari després. Llavors, Letterman va comentar: «Qui hauria pensat que mai sentiries les paraules «propietat intel·lectual» i «NBC» a la mateixa frase?»
El 1996 Brokaw va fer la següent declaració sobre la sospita d'implicació de Richard Jewell en l’atemptat amb bomba al Parc Olímpic de 1996, després del qual Jewell va demandar a NBC News: 
| « | S'especula que l'FBI està a prop de resoldre el cas. Probablement en tenen prou amb arrestar [Jewell] ara mateix, probablement prou per processar-lo, però sempre en voleu tenir prou per condemnar-lo també. Encara hi ha uns quants forats en aquest cas. | » |

Tot i que l'NBC va mantenir la seva història, la cadena va acceptar pagar a Jewell 500.000 dòlars.

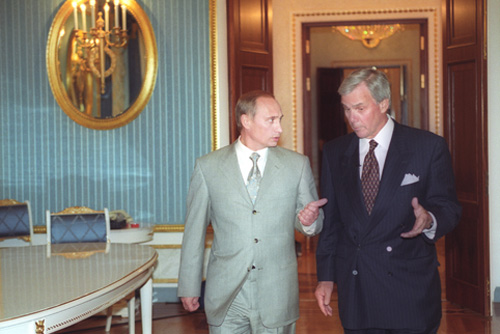
Brokaw amb Vladímir Putin abans d'una entrevista el 2 de juny de 2000

L'11 de setembre de 2001, Brokaw es va unir a Katie Couric i Matt Lauer cap a les 9:30. am, després de l'atac en directe a la Torre Sud del World Trade Center, i va continuar-hi tot el dia, fins passada la mitjanit. Després de l'enfonsament de la segona torre, Brokaw va observar: «Això és una guerra. Aquesta és una declaració i una execució d'un atac als Estats Units.» Va continuar ancorant la cobertura fins a mitjanit els dos dies següents. Més tard aquell mes, se li va adreçar una carta que contenia ántrax com a part dels atacs d'àntrax del 2001. Brokaw no va patir cap dany, però dos empleats d'NBC News es van infectar. L'any 2008, va declarar davant la Comissió per a la Prevenció de la Proliferació d'Armes de Destrucció massiva i el Terrorisme sobre els atacs d'àntrax, discutint públicament les seves experiències per primera vegada en un relat detallat dia a dia.
El 2002, NBC va anunciar que Brokaw es retiraria com a presentador d'NBC Nightly News després de les eleccions presidencials de 2004, per ser succeït per Brian Williams. Brokaw romandria a NBC News a temps parcial a partir d'aquest moment, servint com a analista i ancorant i produint programes documentals. Brokaw va tancar la seva última emissió de Notícies nocturnes davant de 15,7 milions d'espectadors a NBC l'1 de desembre de 2004, dient:
| « | Doncs el temps ja és aquí. Hem passat junts dies i nits fosques i temporades d'esperança i alegria. Sigui quina sigui la història, només tenia un objectiu, encertar-la. Quan vaig fallar, personalment va ser dolorós i no hi havia més urgència que la correcció. En aquelles ocasions, vaig estar agraït per la vostra tolerància i sempre conscient que la vostra paciència i atenció no arribaven amb garantia de per vida. Aquí no estava sol, és clar. Simplement, sóc la part més visible d'un grup, completament dedicat i professional que s'estén des de més enllà d'aquestes càmeres, a tot el país i a tot el món. En massa casos, en llocs de greu perill i dificultats personals i són familiars per a mi. Què he après aquí? Més del que tenim temps per explicar aquest vespre, però les lliçons perdurables al llarg de les dècades són aquestes: no són les preguntes les que ens posen en problemes, són les respostes. I igual d'important, ningú té totes les respostes. Només cal preguntar-li a un membre de la generació que vaig conèixer bé, els homes i dones que van arribar a la majoria d'edat a la Gran Depressió que van tenir un gran sacrifici personal, van salvar el món durant la Segona Guerra Mundial i van tornar a casa per dedicar la seva vida a millorar la nació a la qual ja havien servit tan noblement. No eren perfectes, cap generació ho és, però aquesta va deixar un gran i vital llegat d'esforç comú per trobar punts en comú aquí i a l'estranger en els quals resoldre els nostres problemes més vexants. No van renunciar a les seves creences personals i a les seves grans passions, però mai van deixar d'aprendre els uns dels altres i, sobretot, no van renunciar a la idea que estem tots junts en això, encara ho som. I és en aquest esperit que dic, gràcies, per tot el que he après de tu. Aquesta ha estat la meva recompensa més rica. Això és Nightly News per a aquest dimecres a la nit. Sóc Tom Brokaw. Veureu Brian Williams aquí demà a la nit, i us veuré pel camí. | » |

Al final de la seva etapa com a presentador de Nightly News, Brokaw era considerat com la personalitat informativa més popular dels Estats Units. Nightly News havia ocupat el primer lloc en les classificacions de Nielsen a finals de 1996 i es va mantenir al lloc durant la resta del mandat de Brokaw al programa, col·locant-lo per davant de Peter Jennings d'ABC i World News Tonight, i Dan Rather de CBS. Juntament amb Jennings i Rather, Brokaw va ajudar a introduir l'era del presentador de notícies de televisió com a estrella a la dècada de 1980. La magnitud d'un esdeveniment informatiu es podria mesurar per si Brokaw i els seus homòlegs de les altres dues xarxes van aparèixer a l'escena. La jubilació de Brokaw el desembre de 2004, seguida de l'expulsió de Rather de la CBS Evening News el març de 2005, i la mort de Jennings l'agost de 2005, van tancar aquesta època.

### 2004–2021: després deles notícies nocturnes

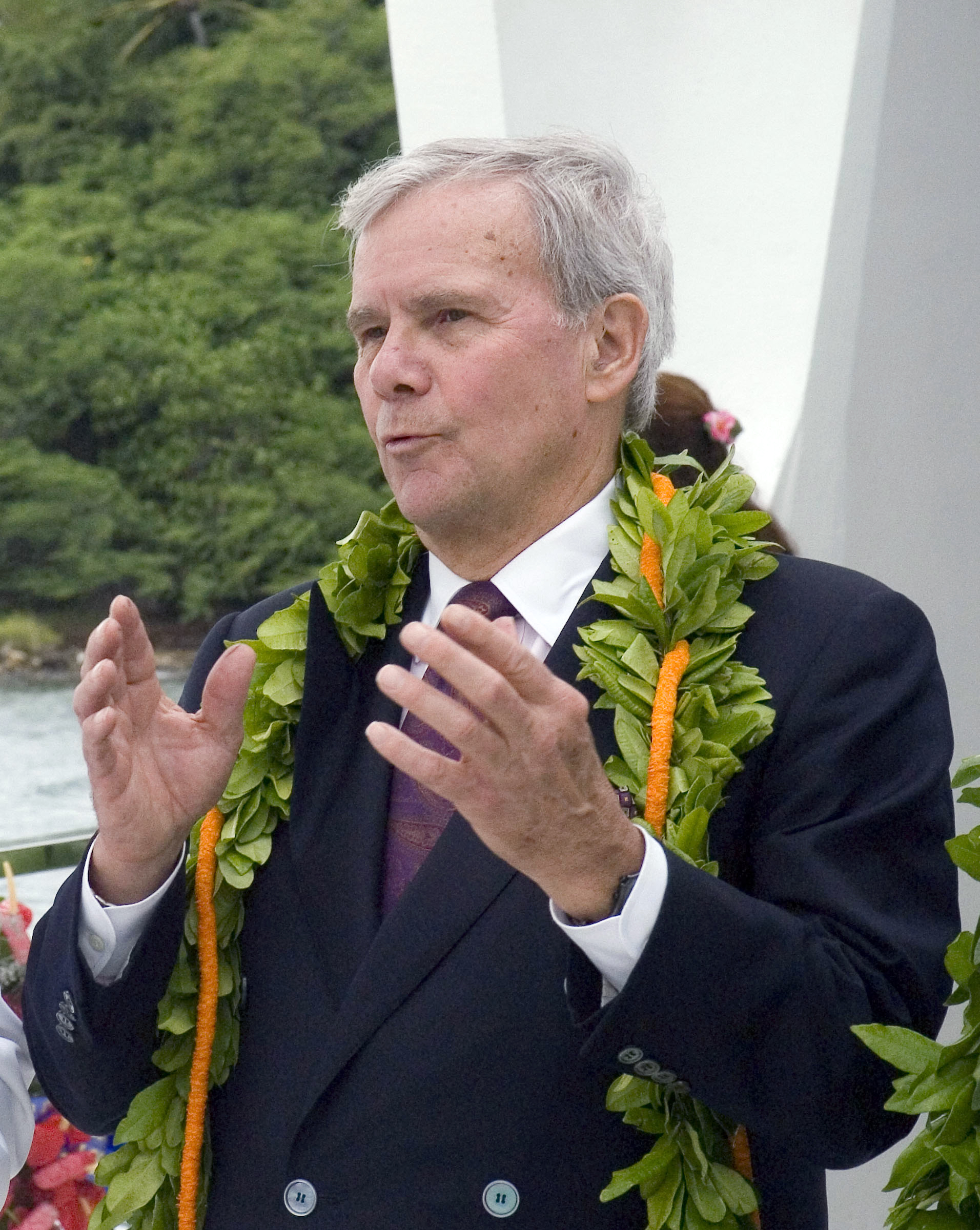
Brokaw el 2006 parlant de l'atac a Pearl Harbor

Després de deixar la feina de presentador, Brokaw va romandre a l'NBC com a corresponsal especial, proporcionant informes periòdics per a Nightly News. Va exercir com a analista de l'NBC durant la campanya de les eleccions presidencials de 2008 i va moderar el segon debat presidencial entre Barack Obama i John McCain a la Universitat de Belmont. Va informar de documentals per a Discovery Channel i History Channel i el 2006 va pronunciar un dels elogis durant el funeral d'estat de l'expresident Gerald R. Ford.
El 13 de juny de 2008, quan l'NBC va interrompre la seva programació habitual per anunciar la mort sobtada del cap de l'oficina de Washington d'NBC News i del moderador de Meet the Press, Tim Russert, Brokaw en va ser el locutor. Una setmana més tard, l'NBC va anunciar que Brokaw seria l'amfitrió de Meet the Press de manera interina. El va succeir David Gregory el desembre de 2008.
Brokaw és membre del consell d'administració del Consell de Relacions Exteriors, del Comitè per a la Protecció dels Periodistes, del Comitè Internacional de Rescat i de la Clínica Mayo. També és membre de la Junta de Visitants de l'Escola de Comunicacions de la Howard University i un administrador de la Universitat de Dakota del Sud, el Museu Norton Simon, el Museu Americà d'Història Natural i el Comitè Internacional de Rescat. També proporciona la veu en off per a un anunci de la Universitat d'Iowa que s'emet a la televisió durant els esdeveniments atlètics d'Iowa Hawkeyes.
El 2011 Brokaw va començar a acollir The Boys in the Hall, una sèrie documental de beisbol per a Fox Sports Net.
El desembre de 2012, Brokaw va protagonitzar el concert anual de Nadal del Cor del Tabernacle Mormó, amb 84.000 espectadors en directe. El concert, titulat Home for the Holidays, va ser televisat el desembre de 2013.
L'abril de 2014, es va obrir una nova instal·lació de difusió al solar d’Universal Studios Hollywood, i va ser batejada en honor de Brokaw com a Brokaw News Center. La instal·lació acull KNBC-TV, l'estació KVEA, propietat i operada de Telemundo, i l'oficina de Los Angeles d'NBC News.
El novembre de 2014, el president Barack Obama va lliurar a Brokaw la Medalla Presidencial de la Llibertat, el màxim honor civil estatunidenc. Va rebre l'honor amb la citació: «El cronista de la generació més gran... el celebrem com un dels periodistes més grans de la nostra nació».
L'11 de març de 2016, Brokaw va pronunciar un dels elogis de l'antiga primera dama Nancy Reagan al seu funeral. Va parlar de la seva relació tant amb els Reagan com a periodista i més tard com a presentador.
El 22 de gener de 2021, l'NBC va anunciar que Brokaw es retiraria després de 55 anys a la cadena, un dels pocs presentadors de notícies del món que més temps ha passat a la mateixa xarxa de notícies, juntament amb el presentador de notícies equatorià Alfonso Espinosa de los Monteros que està a Ecuavisa des de 1967.

## Vida personal
Des de 1962, Brokaw està casat amb l'autora Meredith Lynn Auld. Tenen tres filles: Jennifer, Andrea i Sarah. Brokaw i la seva dona passen un temps considerable al seu ranxo prop de Livingston, Montana, que van comprar el 1989.
El 6 de setembre de 2012, Brokaw va ser hospitalitzat després d'aparèixer al Morning Joe de l'MSNBC. Més tard va tuitejar que estava «tot bé» i va explicar que per la seva malaltia havia pres per error mitja dosi d’Ambien al matí. Li van diagnosticar mieloma múltiple, un càncer de sang tractable però incurable, l'agost de 2013 a la Mayo Clinic. Brokaw i els seus metges estaven «molt animats amb el seu progrés». Va continuar treballant per a NBC durant els seus tractaments. El 21 de desembre de 2014, Brokaw va anunciar que el seu càncer estava en remissió total. El seu llibre A Lucky Life Interrupted explica la història personal i convincent de la seva batalla contra el mieloma múltiple.
El 2018, Brokaw va ser acusat d'assetjaments sexuals cap a dues dones a la dècada de 1990. Brokaw va negar les acusacions. En resposta a les denúncies, els antics companys Rachel Maddow, Andrea Mitchell, Maria Shriver, Kelly O'Donnell i 64 persones més, van signar una carta que caracteritzava Brokaw com «un home d'una gran decència i integritat».

## Cronologia
- 1960–1962: locutor de notícies de KTIV-TV, meteoròleg
- 1962–1965: Reporter de KMTV-TV
- 1965: Presentació de les notícies de la tarda de WSB-TV[61]
- 1966–2021: NBC News
  - 1966–1972: corresponsal de la costa oest de l'NBC News i presentador del KNBC[61]
  - 1973–1976: corresponsal de la Casa Blanca i presentador de dissabte de NBC Nightly News[61]
  - 1976–1981: copresentador de Today Show[61]
  - 1982–1983: copresentador d'NBC Nightly News[61]
  - 1983–2004: presentador d'NBC Nightly News[61]
  - 2004–2021: corresponsal especial[61]
  - 2004–2021: presentador
  - 2008: Meet the Press (interí)[61]

## Obres

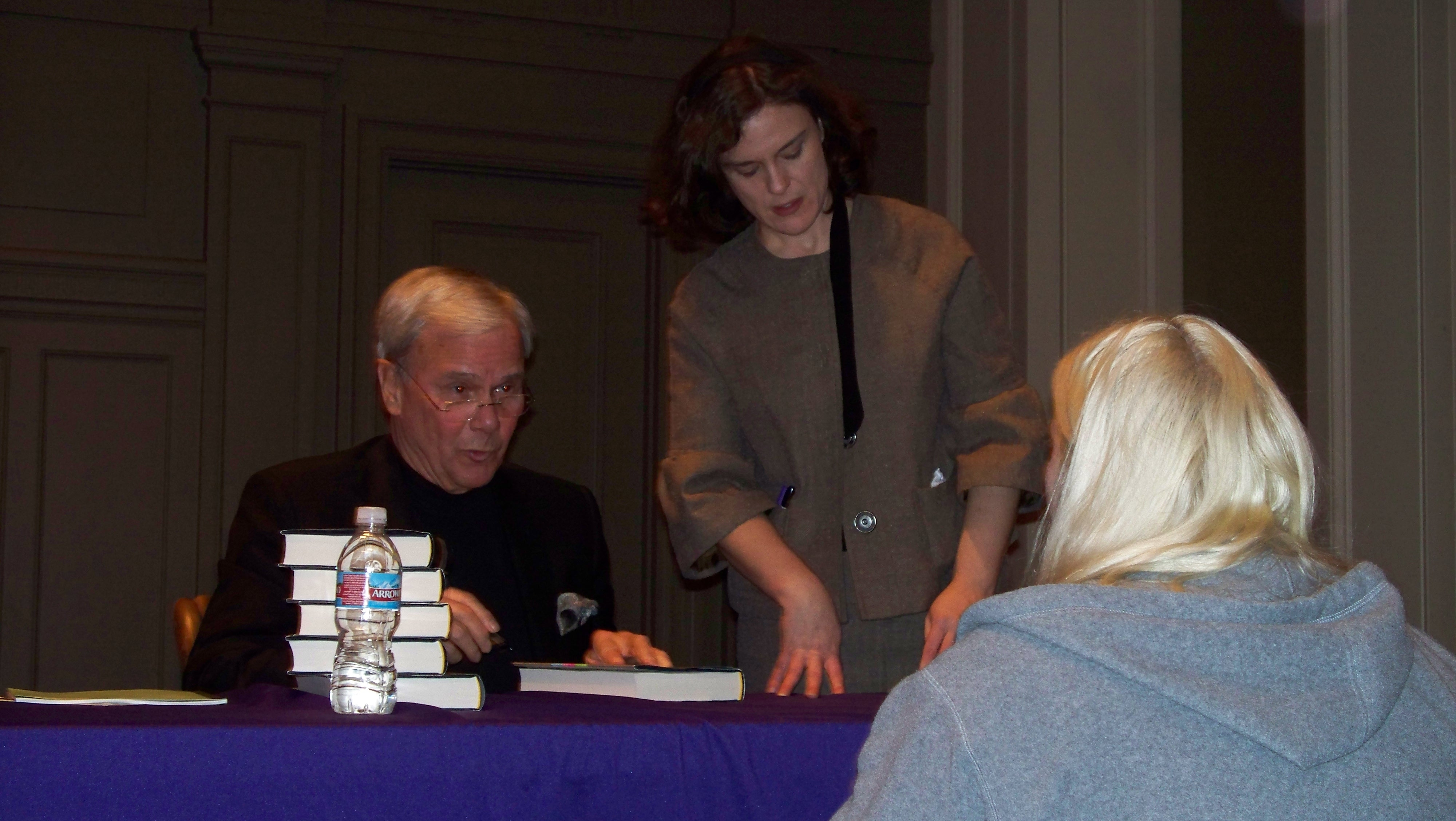
Brokaw signant un llibre a Seattle el 2007

- 1998 The Greatest Generation ISBN 0-375-50202-5 (hardback) ISBN 0-385-33462-1 (rústica) que representa els nord-americans que van arribar a la majoria d'edat durant la Gran Depressió i van lluitar a la Segona Guerra Mundial;
- 1999 The Greatest Generation Speaks: Letters and Reflections ISBN 0-375-50394-3 (tapa dura) ISBN 0-385-33538-5 (rústica);
- 2001 An Album of Memories: Personal Histories from the Greatest Generation ISBN 0-375-50581-4 (tapa dura) ISBN 0-375-76041-5 (rústica);
- 2002 A Long Way from Home: Growing Up in the American Heartland ISBN 0-375-50763-9 (tapa dura) ISBN 0-375-75935-2 (rústica);
- 2006 Galen Rowell: A Retrospective ISBN 1-57805-115-0 (hardback) Foreword by Tom Brokaw;
- 2007 Boom!: Voices of the Sixties Personal Reflections on the '60s and Today ISBN 1-4000-6457-0 (tapa dura)
- 2011 The Time of Our Lives: A Conversation About America ISBN 978-1-4000-6458-8 (tapa dura) ;
- 2013 Christmas from Heaven: The True Story of the Berlin Candy Bomber ISBN 978-1-6090-7700-6 (tapa dura) ;
- 2015 A Lucky Life Interrupted: A Memoir of Hope ISBN 978-1-4000-6969-9 (hardback) ISBN 978-0804-19500-3 (rústica);
- 2019 The Fall of Richard Nixon: A Reporter Remembers Watergate ISBN 978-1-4000-6970-5 (tapa dura) ISBN 978-0-5932-0925-7 (rústica);

## Premis i honors
Premis públics i del sector
- 1989 Premi Peabody per un reportatge anomenat To Be an American;[62]
- 1989 Golden Plate Award de l’American Academy of Achievement[63][64]
- Premis Alfred I. duPont–Columbia University a l'excel·lència en periodisme de difusió per a l'especial documental de Dateline NBC Why Can't We Live Together sobre realitats ocultes de la separació racial als suburbis d'Amèrica;
- Premi Alfred I. duPont–Columbia University a l'excel·lència en periodisme de radiodifusió per la seva entrevista amb Mikhail Gorbachev;
- Set premis Emmy, inclòs un per al reportatge especial Xina en crisi;
- 1990 National Headliner Award de la Conferència Nacional de Cristians i Jueus per avançar en la comprensió de la religió, la raça i l'ètnia;
- 1992 Premi Al Neuharth a l'excel·lència en els mitjans de comunicació presentat pel Freedom Forum;
- Premi Emmy 1993 per informar sobre les inundacions al Midwest;
- 1995 Dennis Kauff Memorial Award for Lifetime Achievement in Journalism de la Universitat de Boston;
- 1995 Premi Lowell Thomas del Marist College;
- 1997 Medalla d'honor de l'Escola de Periodisme de la Universitat de Missouri pel servei distingit en periodisme;
- Premi Fred Friendly First Amendment de 1998, un homenatge a aquelles «persones la carrera de les quals en emissió reflecteix una devoció constant a la llibertat d'expressió i els principis plasmats a la Primera Esmena»;
- 1998 Premi de la Legió Americana al servei públic distingit en l'àmbit de la comunicació;
- 1998 Premi del President de la Citizens' Scholarship Foundation of America que reconeix la «devoció per ajudar els joves a través de beques»;
- 1999 Premi d'Excel·lència en Periodisme «Tex» McCrary de la Societat de la Medalla d'Honor del Congrés;
- Premi Emmy 1999 per la cobertura internacional del conflicte de Kosovo;
- 2002: Premi Paul White, Radio Television Digital News Association[65]
- Premi Peabody 2003 pel seu informe especial anomenat «A Question of Fairness»;[66]
- 2005 Escollit membre de l'Acadèmia Americana de les Arts i les Ciències;
- 2005 Medalla de les quatre llibertats: llibertat d'expressió i llibertat d'expressió;
- 2006 Premi a l'èxit de tota la vida de l'Escola de Comunicacions de la Universitat Estatal de Washington Edward R. Murrow;
- 2006 Premi Sylvanus Thayer: Acadèmia Militar dels Estats Units a West Point;
- 2006 Premi Walter Cronkite a l'Excel·lència en Periodisme a la Universitat Estatal d'Arizona;[67]
- 2006 Inducció al Saló de la Fama de la Televisió;
- Premi Horatio Alger 2007 per superar l'adversitat per assolir l'èxit mitjançant el sistema de lliure empresa estatunidenc de l'Associació Horatio Alger de Distinguished Americans Inc.;
- 2011 Charles Osgood Lifetime Achievement Award in Broadcast Journalism de la WFUV (90,7 FM);
- 2012 Medalla Nichols-Chancellor atorgada per la Universitat de Vanderbilt;[68]
- 2012 Ken Burns Lifetime Achievement Award atorgat a Old Sturbridge Village a Sturbridge, Massachusetts;
- 2013 Premis Peabody per millorar la seva reputació des que va deixar el taulell de NBC News el 2004.[69]
- Medalla presidencial de la llibertat 2014[70]
- 2016 Legió d'Honor francesa, pel seu suport als veterans de la Segona Guerra Mundial, juntament amb l'actor Tom Hanks i Gordon H. Mueller, president i cofundador del Museu Nacional de la Segona Guerra Mundial, Nova Orleans.[71]